# 一龍斎貞鏡
一龍斎 貞鏡（いちりゅうさい ていきょう）は、講談師（講釈師）の名跡。五代目までは双龍斎 貞鏡（そうりゅうさい ていきょう）を名乗った。当代は七代目。
- 初代双龍斎貞鏡 - 後∶二代目一龍齋貞山
- 二代目双龍斎貞鏡 - 後∶二代目錦城斎一山
- 三代目双龍斎貞鏡 - 後∶四代目早川貞水
- 四代目双龍斎貞鏡（生年月日不詳 - 1909年12月26日）は、日本の講談師。本名・榎本勝太郎。父は宝集家金蔵。叔父は錦城斎一山。はじめ初代放牛舎桃林の門下で放牛舎桃水、のちに叔父の門下となり錦城斎一勝。その後四代目早川貞水門下で早川小貞水をへて、1905年に双龍斎貞鏡を襲名したが34歳で亡くなった。
- 五代目双龍斎貞鏡（生年月日不詳 - 1924年10月26日）は、講談師。本名・鹿島友次郎。六代目一龍齋貞山の門下で一龍齋貞三、1923年に双龍斎貞鏡を襲名し真打昇進したが、28歳で亡くなった。得意な演目は「本能寺」。
- 六代目一龍斎貞鏡 - 後∶七代目一龍齋貞山
- 七代目一龍斎貞鏡 - 当代。詳細は下記参照。

七代目 一龍斎 貞鏡（いちりゅうさい ていきょう、1986年1月30日 - ）は、日本の講談師。女性。講談協会所属。

## 経歴・人物
東京都渋谷区生まれ。祖父は七代目一龍齋貞山。父は八代目一龍齋貞山。また、六代目神田伯龍は義理の祖父。世襲制ではない講談界に於いて初の三代続いての講談師である。
武蔵大学人文学部欧米文化学科卒業。落語家の三遊亭好の助、講談師の六代目神田伯山は大学の先輩となる。
2008年1月、父の八代目一龍齋貞山門下へ入門、講談協会見習いとなる。前座修業を経て、2012年2月に二つ目昇進。
連続物などの古典演目の他、ピアノを弾きながら講談を読むピアノ講談、日本全国土地に纏わる講談、漫画とのコラボレーションなど新たな挑戦も行う。
2018年1月、2016年に6歳年下の僧侶と結婚していたことと、自身の妊娠を公表した。2020年7月、第二子誕生。2021年6月、第三子誕生。2023年5月、第四子誕生。
2023年10月、真打に昇進した。
2025年2月、第五子誕生。

## 芸歴
- 2008年
  - 1月 - 八代目一龍齋貞山門下に入門、見習いとなる。
  - 4月 - 前座修業開始。
- 2012年2月 - 二ツ目昇進。
- 2023年10月 - 真打昇進

## 受賞歴
- 2022年 - 令和4年度文化庁芸術祭新人賞[9]

## 著書
- 『貞鏡 講談絵巻本 写真と文で綴る講談師 一龍斎貞鏡半生記』 （竹書房） 2025年3月 ISBN 978-4801943728 [10]

## 出演
- 笑点特大号（BS日テレ） - 若手大喜利レギュラー
- ストイック女子（2019年2月13日、BS-TBS）
- ヒルナンデス!（2019年10月2日、日本テレビ）
- 女が女に怒る夜 2019年愚痴納めSP（2019年12月2日、日本テレビ）
- 5時に夢中!（2020年2月19日、TOKYO-MX）
- ニノさん（2020年3月1日、日本テレビ）
- 美の壺「講談」（2020年4月9日、NHK BSプレミアム）
- 笑点　2023年11月26日、2024年7月21日
- ニュースエブリイ　2024年、日本テレビ
- 明日も晴れ人生レシピ　2024年6月　NHK
- 講談大会　2024年6月　NHK